# 137. Infanterie-Division (Wehrmacht)
Die 137. Infanterie-Division (137. ID) war ein militärischer Großverband der Wehrmacht.

## Geschichte
Einsatzgebiete:
- Österreich und Deutschland: Oktober 1940 bis Juni 1941
- Ostfront, Mittelabschnitt: Juni 1941 bis Dezember 1943

### Aufstellung
Die 137. ID wurde als Division der 11. Aufstellungswelle im Oktober 1940 auf dem Truppenübungsplatz Döllersheim aufgestellt. Sie setzte sich aus einem Aufstellungsstab, geführt von General Moser, zusammen. Ihre Einheiten entstanden aus Teilen der 44. Infanterie-Division, der 262. Infanterie-Division und 18. Infanterie-Division (mot.). 

### Unternehmen Barbarossa
Die 137. ID nahm an entscheidenden Schlachten der Ostfront teil. Im Jahr 1941 kämpfte sie im Mittelabschnitt bei Białystok, Minsk, Smolensk, Roslawl, Wjasma und beim Angriff auf Moskau im Unternehmen Taifun im Winter 1941/1942. 

### 1942
Während des gesamten Jahres 1942 war die 137. ID in schwere Stellungskämpfe verwickelt und im Winter 1942/1943 bei Orjol im Einsatz. 

### 1943
Die österreichische Division kämpfte bei Sewsk, zog sich über die Desna zurück und musste am Dnepr und Pripjet sowjetische Vorstöße abwehren. Sie war in dieser Zeit dem XX. Korps der 9. Armee unterstellt.

### Divisionskampfgruppe 137
Im  Verlauf des Jahres 1943 waren die Ausfälle der Division an der Ostfront so hoch, dass sie letztlich nur noch aus zwei abgekämpften Infanterie-Regimentern bestand. Es folgte der Abzug von der Front und im November 1943 die Abstufung in eine Divisionsgruppe 137.

### Verwendung der Reste der Division
Der Stab der ehemaligen Division wurde der erneut aufgestellten 271. Infanterie-Division zugeordnet. Die Divisionsgruppe 137 wurde der ebenfalls im November 1943 aufgestellten Korps-Abteilung E bei der Heeresgruppe Mitte unterstellt.

## Personen
| Dienstzeit                            | Dienstgrad      | Name               |
| ------------------------------------- | --------------- | ------------------ |
| 8. Oktober 1940 bis 21. Dezember 1941 | Generalleutnant | Friedrich Bergmann |
| 21.–28. Dezember 1941                 | Oberst          | Siegfried Heine    |
| 28. Dezember 1941 bis 5. Januar 1942  | Oberst          | Kurt Muhl          |
| 5. Januar bis 5. Februar 1942         | Generalleutnant | Hans Kamecke       |
| 5. Februar bis 12. Februar 1942       | Oberst          | Siegfried Heine    |
| 12.–25. Februar 1942                  | Generalleutnant | Karl Rüdiger       |
| 25. Februar bis 1. Juni 1942          | Oberst          | Paul Mahlmann      |
| 1. Juni 1942 bis 15. Oktober 1943     | Generalleutnant | Hans Kamecke       |
| 15. Oktober bis 20. Oktober 1943      |                 | Vertreter          |
| 20. Oktober bis 2. November 1943      | Generalleutnant | Egon von Neindorff |

| Dienstzeit                       | Dienstgrad     | Name                  |
| -------------------------------- | -------------- | --------------------- |
| 5. Oktober 1940 bis 1. Juni 1942 | Major          | Wilhelm Meyer-Detring |
| 1. Juni 1942 bis November 1943   | Oberstleutnant | Hans Refior           |

## Gliederung
| 1940                      | 1943                     |
| ------------------------- | ------------------------ |
| Infanterie-Regiment 447   | Grenadier-Regiment 447   |
| Infanterie-Regiment 448   | Grenadier-Regiment 448   |
| Infanterie-Regiment 449   | Divisions-Bataillon 137  |
| Artillerie-Regiment 137   |                          |
| Pionier-Bataillon 137     |                          |
| Panzerjäger-Abteilung 137 |                          |
| Aufklärungs-Abteilung 137 | Feldersatz-Bataillon 137 |
| Nachrichten-Abteilung 137 |                          |
| Nachschubstruppen 137     |                          |